# 小行星2270
小行星2270（2270 Yazhi）是一颗围绕太阳公转的小行星。1980年3月14日，愛德華·鮑威爾在可可尼诺县发现了此天体。
該小行星以「小不點」的納瓦荷語命名。
这颗小行星的绝对星等为188.7884981171669等。